# Polyrhachis sparaxes
Polyrhachis sparaxes är en myrart som beskrevs av Smith 1863. Polyrhachis sparaxes ingår i släktet Polyrhachis och familjen myror. Inga underarter finns listade i Catalogue of Life.